# Frine (nome)
Frine  è un nome proprio di persona italiano femminile.

## Varianti
- Maschili: Frino[1]

### Varianti in altre lingue
- Bulgaro: Фрина (Frina)
- Catalano: Friné[4]
- Francese: Phryné
- Greco antico: Φρύνη (Phryne)[1][5]
  - Maschili: Φρυναῖος (Phrynaios)[5], Φρύνιχος (Phrynichos)[5]
- Greco moderno: Φρύνη (Frynī)
- Latino: Phryne[1]
- Polacco: Fryne
- Portoghese: Friné
- Russo: Фрина (Frina)
- Spagnolo: Friné[4]
- Ucraino: Фріна (Frina)
- Ungherese: Phrüné

## Origine e diffusione

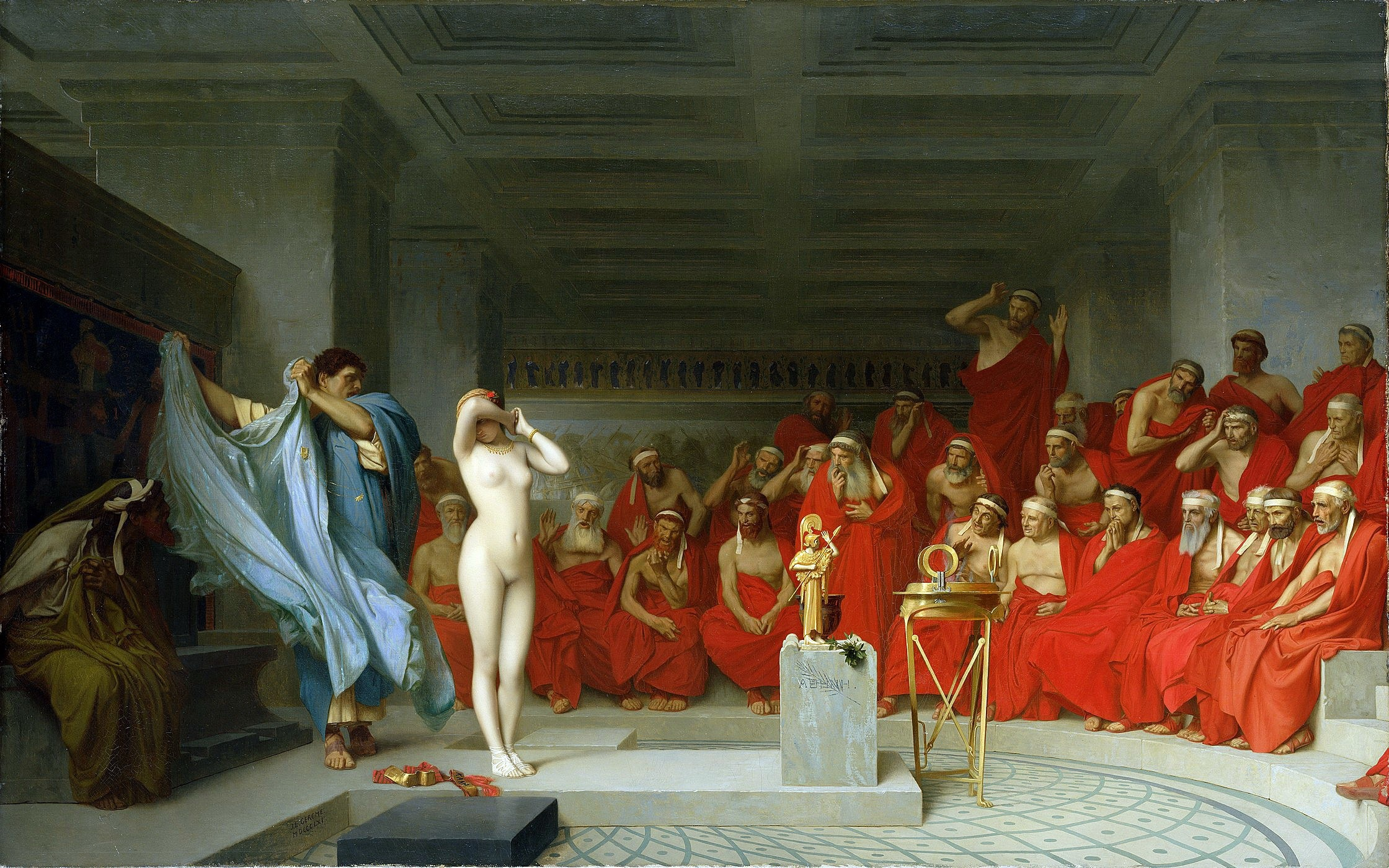
Frine di fronte all'Areopago, di Jean-Léon Gérôme

Riprende il nome di Frine, un'etera del IV secolo a.C., amante e modella di Prassitele; il suo vero nome era Mnesarete, e Frine (in greco Φρύνη, Phryne) era uno pseudonimo tratto dal termine φρῦνος (phrynos, "rospo"), quindi col senso di "rospo", "simile a un rospo"; secondo alcuni questa etimologia così peculiare era dovuta alla colorazione giallastra o bruna (cioè abbronzata) della sua pelle, mentre secondo altre interpretazioni era in origine un insulto che la donna poi adottò come nome per sfida.
La diffusione del nome in Italia è scarsa; negli anni 1970 se ne contavano circa trecento occorrenze, accentrate in Toscana ed Emilia-Romagna, più una quantità risibile della forma maschile.

## Onomastico
Il nome è adespota, ovvero non è portato da alcuna santa; l'onomastico quindi ricade il 1º novembre, festa di Ognissanti.

## Persone
- Frine, etera greca antica

## Il nome nelle arti
- Frine, cortigiana d'Oriente è un film del 1953, diretto da Mario Bonnard.
- Il processo di Frine è il titolo dell'ultimo episodio del film Altri tempi, diretto da Alessandro Blasetti.
- Il processo di Frine è il titolo di una raccolta di racconti, pubblicata nel 1883, scritti da Edoardo Scarfoglio.